# Forêt classée de Missahoé

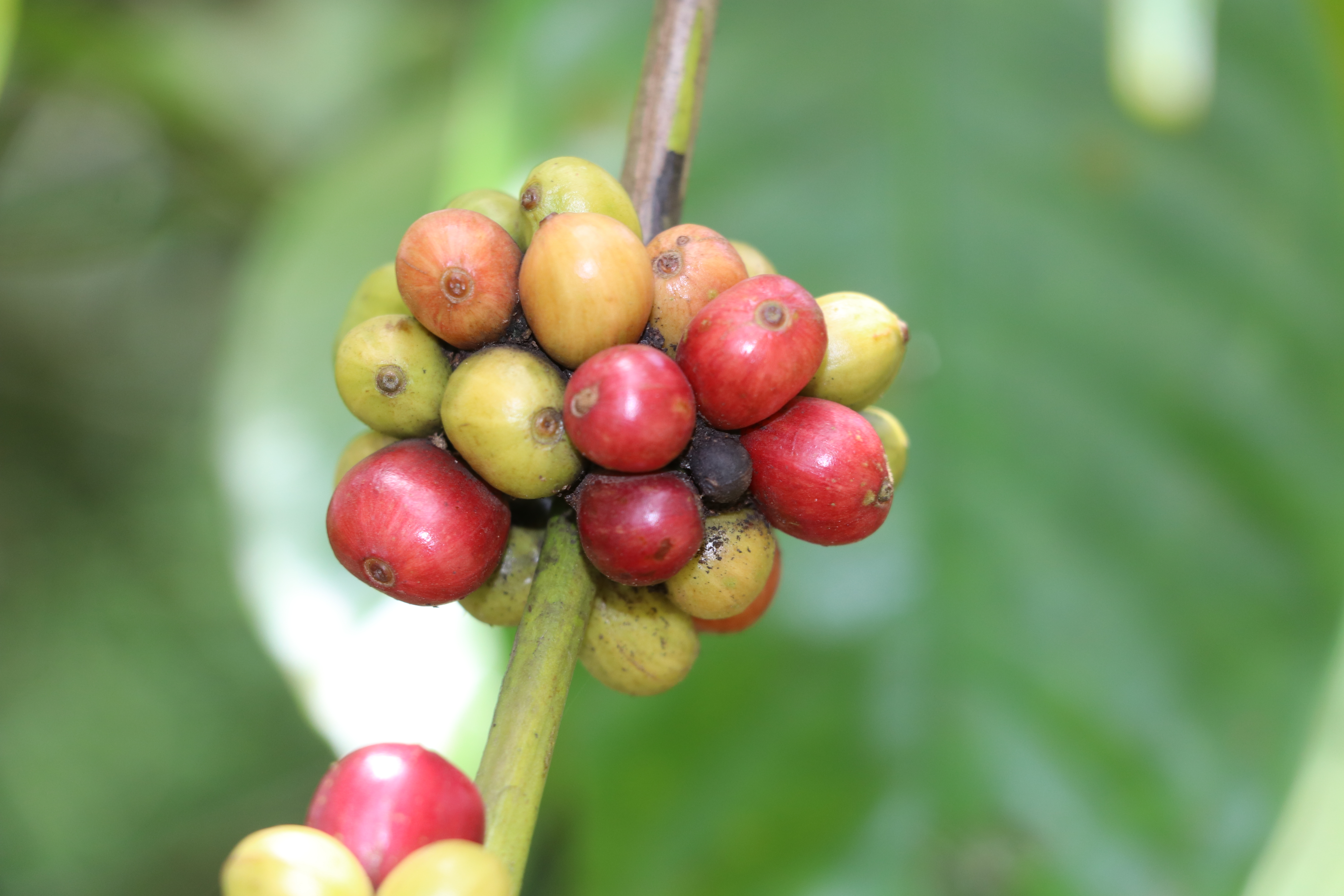
Café mûr

La forêt classée de Missahoé (FCM) fait partie des 83 aires protégées du Togo mises en place par l'administration togolaise dans les années 1930 à 1980 conformément à la vision et la politique des gouvernements de l'époque. À la suite des troubles socio-économiques des années 1990, comme la plupart des forêts classées du pays, Missahoé a fait l'objet d'anthropisation ce qui a diminué considérablement son potentiel en matière de biodiversité.
Elle porte le nom de la commune de Missahoé.

## Localisation
La forêt classée de Missahoé est située au Sud-Ouest du Togo dans la région des Plateaux  à proximité du village éponyme précisément dans la préfecture de Kloto à environ 5 km au nord-ouest de la ville de Kpalimé sur la route Kpalimé-Tomégbé dans la zone écologique IV,.

## Situation administrative et juridique
D'une superficie de 1482 ha, la forêt de Missahoé est classée par arrêtée de n°185-53/EF du 17 mars 1953 du Gouverneur de la France d’Outre-mer L. Pechoux. Ainsi, considéré comme domaine de conservation de la biodiversité de l'Etat, elle concède toutefois certains droits d'usage aux communautés locales notamment la récolte de bois morts, la recherche limitée de plantes médicinales pour les usages individuels, la récolte de régimes de palmiers à huile et la chasse de jour avec les fusils de traite. Conformément à l'alinéa 1 de l'article 4, les propriétaires de plantations de café et de cacao à l'intérieur des limites de la forêt avant le classement, sont autoriser à les entretenir et de ce fait pourrait éventuellement les renouveler sur place.
Théoriquement la gestion de la forêt de Missahoé est confiée à la Direction de l'Environnement et des Ressources Forestières, autrefois la Direction de la Protection et du Contrôle de l’Exploitation de la Flore (DPCEF). La forêt est aussi sous la responsabilité du Comité préfectoral de gestion de la Forêt classée de Missahoé (CPG/FCM).

## Climat
Le climat est de type guinéen caractérisé par une saison pluvieuse (Mars-Octobre) et une saison sèche (Novembre-Février). Les températures moyennes mensuelles quant à elles connaissent généralement des pics de 32.2°c en Février et 25°c en Août.

## Relief et Hydrographie
La forêt de Missahoé est installée sur un site très accidenté et présentant de très grands ravins et une succession de montagnes avec une altitude variant entre 400 et 800 m. De nombreux cours d'eau  traversent la forêt classée de Missahoé. Ce sont en général des ressources hydrographiques temporaires qui peuvent tarir pendant la saison sèche. On retrouve dans la partie Est de Missahoé les rivières Atsatoè, Avloto et Kamalo. Au Sud, on retrouve principalement Adisitoè, Koudjra sont les plus importants ruisseaux. A l'Ouest, On distingue Akpavémè, Ehé, Kpaka, N’tsrinou, Adédjé etc. représentent les principaux cours d'eau.

## Faune, flore et aménagement
La forêt Missahoe regorge une entomofaune particulière sous forte pression anthropique. Il s'agit particulièrement de Coléoptères, lépidoptères et de phasmes. 95 % des prises de cette entomofaune est exportée vers le marché européen. Outre la récolte abusive de ces espèces, l'autre menace principale à laquelle est soumise cette entomofaune est l'usage abusive de pesticides chimiques pour les activités agricoles dans la forêt classée. L'inventaire forestier réalisé dans la FC de Missahoé a permis de répertorier 113 espèces d'arbre réparties en 33 familles et 16 ordres. Les principales espèces sont Albizia zygia, Albizia adianthifolia, Antiaris toxicaria, Alstonia boonei, Macaranga barteri, Milicia lucinda, Sterculia tagacantha, Terminalia superba et Xylopia aethiopica. Les familles les plus représentées sont les Moraceae, Fabaceae, Malvaceae, Apocynaceae, Anacardiaceae, Aonnaceae et Meliaceae. Il faut noter que les Araliaceae, Chrysobalanaceae, Ochnaceae, Sapotaceae et Tiliaceae sont faiblement représentées. Créée depuis Mars 1953, la forêt classée de Missahoé a fait l'objet de plan d'aménagement en 1998 qui prévoit la restauration des zones de forêt dégradées à travers des pratiques d'enrichissement à base d'essences forestières locales et exotiques à croissance rapide.

## Activités accessibles aux touristes
Malgré la forte anthropisation de cette forêt, elle constitue toujours un site non négligeable pour contempler la nature. Des guides locaux sont disponibles et accompagnent les touristes dans la découverte des diverses formations végétales de la forêt notamment les ilots de forêt dense encore maintenus.